# Насиха Капидич-Хаджич
Насиха Капидич-Хаджич (на босненски: Nasiha Kapidžić-Hadžić, на сръбски: Насиха Капиџић Хаџић) е босненска редакторка, поетеса и писателка от Република Сръбска, авторка на произведения в жанра детска литература.

## Биография и творчество
Насиха Капидич-Хаджич е родена на 6 декември 1932 г. в Баня Лука, Кралство Югославия. Тя е най-малката от 10-те деца в семейството. Когато е шестгодишна претърпява операция на крака и трябва дълго време да носи гипс, което за дълго я „приковава“ в леглото. По време на възстановяването си започва да пише. Завършва основното си образование и гимназия в Баня Лука. Следва филология във Философския факултет на Белградския университет.
След дипломирането си е преподавателка в гимназията в Баня Лука. После се премества в Сараево, където работи като редактор в програмата за образование и деца на Радио Сараево и радио продуцент в различни детски предавания. След това продължава да работи в издателската компания „Веселин Маслеша“, където до пенсионирането си работи като редактор на изданието „Деца и младежи“.
Пише поезия за деца, поетични и прозаични писания и драматични текстове, рецензии и есета за детската литература. Нейни творби са включени в редица антологии и книги за началните училища. Нейните драматични пиеси за деца се изпълняват по радиото и в театъра. Издава няколко учебника за деца в началните училища.
Първата ѝ детска книга „Маскенбал у шуми“ (Маскарад в гората) е публикувана през 1962 г. Други нейни известни творби са „Бродираният мост“, „Скритата история“, „Мълчаливото послание“, „От твоя град до моя град“, „Модели на детството“, „Лилипут“, „Летящи, летящи мухи“. „Момина сълза“, „Когато беше малка“ (стихосбирка посветена на дъщеря ѝ), „Сънят на поляната“.
За творчеството си получава различни награди: награда на двадесет и седми юли; шестата априлска награда на град Сараево; наградата на детския фестивал в Нови Сад „Змай“ (на името на сръбския писател Йован Змай); наградата „Веселин Маслеша“ на град Баня Лука; и две годишни награди на издателство „Святлост“. Година след смъртта ѝ е издадена пощенска марка с нейния лик.
Насиха Капидич-Хаджич умира на 22 септември 1995 г. в Сараево по време на неговата обсада.
Родната ѝ къща в Баня Лука датираща от края на 18 век е обявена за национален паметник. В нея има изложбена стая за писателката, с нейната библиотека, нейни книги, документация и литературни награди. През 2003 г. на къщата е поставена паметна плоча. Всака година в къщата се провеждат литературни срещи наречени „Бродираният мост“.
През 2009 г. на нейно име е учредена литературна награда от Обществената асоциация в Баня Лука, която се присъжда за постижение в областта на поезията за деца

## Произведения

### Поезия
- Маскенбал у шуми (1962)
- Везени мост (1965)
- Од змаја до витеза (1970, 1981)
- Скривена прича (1971)
- Посланица тиха (1972)
- Кад си била мала (1973)
- Од твог града до мог града (1975)
- Шаре мог шешира (1977)
- Шаре дјетињства (1977)
- Лилипут (1977)
- Лете, лете ласте (1981)
- Врбаска успаванка (1981)

### Проза
- Сан о ливадици (1974) – радиодрама за деца
- Глас дјетињства (1975) – радиодрама за деца
- Догађај у Лонципунуму (1977) – радиодрама за деца
- Glas djetinjstva (1978) – пиеса
- Дјечија позорница (1982)

### Други
- Вујо, Вучко, Вук ()
- Крило и шапа ()
- Трчимо за сунцем ()
- Тај патуљак ()
- Пјетлић, сврака и прољеће ()
- Сто вукова ()
- Шума и пахуљице ()
- Ненина башта ()
- Под бехаром моје јање спава ()
- Сјенице ()